# Palenque (Colón)
Palenque es un corregimiento y ciudad cabecera del distrito de Santa Isabel en la provincia de Colón, República de Panamá. La localidad tiene 404 habitantes (2010).